# Renault Type NE
Der Renault Type NE war ein Personenkraftwagenmodell der Zwischenkriegszeit von Renault. Er wurde auch 15 CV genannt.

## Beschreibung
Die nationale Zulassungsbehörde erteilte am 26. April 1924 seine Zulassung. Vorgänger war der Renault Type ME, der allerdings noch eine Zeitlang parallel gefertigt wurde. Modellpflege führte 1926 zum Type NE 1. Im gleichen Jahr folgte der Nachfolger Renault Type PG.
Der wassergekühlte Vierzylindermotor mit 85 mm Bohrung und 140 mm Hub hatte 3178 cm³ Hubraum. Die Motorleistung wurde über eine Kardanwelle an die Hinterachse geleitet. Die Höchstgeschwindigkeit war je nach Übersetzung mit 48 km/h bis 60 km/h angegeben.
Bei einem Radstand von 338,8 cm und einer Spurweite von 144 cm war das Fahrzeug 438,3 cm lang und 165,5 cm breit. Der Wendekreis war mit 13 Metern angegeben. Das Fahrgestell wog 1080 kg. Zur Wahl standen Tourenwagen und Limousine.
1926 erhielten die Fahrzeuge den Renault-Rhombus anstelle eines runden Emblems an der Front sowie runde vordere Kotflügel.
Ähnliche Modelle mit dem gleichen Motor waren der weniger luxuriöse Renault Type NO sowie der Renault Type NS mit einem niedrigeren Fahrgestell.